# 1. divisjon 1986
L'edizione 1986 della 1. divisjon vide la vittoria finale del Lillestrøm. La squadra campione cominciava il torneo con quattro sconfitte nelle prime cinque partite. Dopodiciò una serie di 11 vittorie ha invece portato il Lillestrøm a vincere il suo quarto campionato.
Capocannoniere del torneo fu Arve Seland (Start), con 12 reti.

## Classifica finale
|    | Classifica  | G  | V  | N | P  | GF | GS | Dif | Pt |
| -- | ----------- | -- | -- | - | -- | -- | -- | --- | -- |
| 1  | Lillestrøm  | 22 | 16 | 1 | 5  | 40 | 17 | +23 | 33 |
| 2  | Mjøndalen   | 22 | 11 | 5 | 6  | 36 | 25 | +9  | 27 |
| 3  | Kongsvinger | 22 | 11 | 5 | 6  | 27 | 27 | 0   | 27 |
| 4  | Start       | 22 | 9  | 6 | 7  | 31 | 22 | +9  | 24 |
| 5  | Ham-Kam     | 22 | 8  | 8 | 6  | 34 | 30 | +4  | 24 |
| 6  | Bryne       | 22 | 11 | 1 | 10 | 32 | 31 | +1  | 23 |
| 7  | Vålerengen  | 22 | 9  | 4 | 9  | 29 | 28 | +1  | 22 |
| 8  | Rosenborg   | 22 | 8  | 5 | 9  | 28 | 28 | 0   | 21 |
| 9  | Molde       | 22 | 7  | 6 | 9  | 26 | 33 | -7  | 20 |
| 10 | Tromsø      | 22 | 6  | 6 | 10 | 23 | 32 | -9  | 18 |
| 11 | Viking      | 22 | 5  | 7 | 10 | 23 | 33 | -10 | 17 |
| 12 | Strømmen    | 22 | 2  | 4 | 16 | 23 | 46 | -23 | 8  |

### Verdetti
- Lillestrøm Campione di Norvegia 1986.
- Viking e Strømmen retrocesse in 2. divisjon.